# IC 3905
IC 3905 је спирална галаксија у сазвјежђу Береникина коса која се налази на листи објеката дубоког неба у Индекс каталогу.
Деклинација објекта је + 19° 51' 10" а ректасцензија 12h 56m 8,7s. Привидна величина (магнитуда) објекта IC 3905 износи 15,2 а фотографска магнитуда 16,0.